# Jubarella
Jubarella là một chi bướm đêm thuộc họ Geometridae.